# 邦板牙人
邦板牙人，是菲律賓第6大民族，他們主要分布於呂宋島中北部的邦板牙省、丹轆省、巴丹省、布拉干省、三描礼士省和新怡詩夏省。在2020年人口約3,209,738人。在海外他們主要生活在美國加州和加拿大。
他們在公元前1500年已生活在呂宋中部，在16世紀後期西班牙殖民菲律賓之前，邦板牙人占該省人口的大多數，他們的主要職業是農業和漁業，但在16世紀，與中國的貿易和海盜活動帶來了最大的收入。邦板牙人也是東南亞各個統治者軍隊中的雇傭軍。1500年，汶萊帝國征服了當時呂宋島最重要的王國湯都，並建立了馬尼拉。
邦板牙人基督教化發生在16世紀，他們是虔誠的天主教徒。邦板牙省的每個城鎮至少有一座教堂和幾座小教堂，總共有26座教堂。宗教節日伴隨著遊行、戲劇表演和舞蹈。聖費爾南多的聖誕燈籠節很有名。一些邦板牙人是新教徒(在16世紀前他們一些人是穆斯林，西班牙人錯誤地稱他們為摩洛人)。
該族最有名人物是小貝尼格諾·阿基諾和格洛丽亚·马卡帕加尔-阿罗约、名模伊莎貝爾·普雷斯勒。
。